# Botterens
Botterens (antiguamente en alemán Botteringen) es una comuna suiza del cantón de Friburgo, situada en el distrito de Gruyère. Limita al norte con la comuna de Corbières, al este con Cerniat y Châtel-sur-Montsalvens, al sur con Broc, y al oeste con Morlon y Echarlens.
Desde el 1 de enero de 2006 la comuna engloba el territorio de las antiguas comunas de Botterens y de Villarbeney.